# Mănăstirea Jgheaburi
Mănăstirea Jgheaburi este o mănăstire ortodoxă din România situată în comuna Stoenești, județul Vâlcea. Biserica cu hramul „Nașterea Maicii Domnului” a fost inclusă pe Lista monumentelor istorice din județul Vâlcea din anul 2015, având codul de clasificare  VL-II-m-B-09877.